# 35 Leonis
35 Leonis är en gul underjätte i stjärnbilden Lejonet.
35 Leonis har visuell magnitud +5,95 och är svagt synlig för blotta ögat vid god seeing.. Den befinner sig på ett avstånd av ungefär 100 ljusår.